# 豊田周平
豊田 周平（とよだ しゅうへい、1947年6月25日 - ）は、トヨタ紡織株式会社の代表取締役会長。元同社代表取締役社長。初代欧州トヨタ自動車代表取締役社長。トヨタ自動車株式会社の初代会長豊田英二の三男である。

## 経歴

### 学歴
- 1972年3月 玉川大学大学院工学研究科修士課程修了。
- 1977年3月 Ph.D.（リーズ大学、専門はトライボロジー）[1]

### 職歴
- 1977年4月 トヨタ自動車工業株式会社（現トヨタ自動車株式会社）入社。[2]
- 1991年1月 トヨタ・マニュファクチャリングUK株式会社取締役
- 1996年6月 トヨタ自動車株式会社第2開発センター第2企画部チーフエンジニア[2]
- 1998年6月 トヨタ自動車株式会社取締役[2]
- 2001年6月 同常務取締役[2]
  - 2001年7月 トヨタ・モーター・マニュファチャリング・ヨーロッパ株式会社取締役社長に就任[2]
  - 2002年4月 トヨタ・モーター・ヨーロッパ株式会社取締役社長に就任[2]
  - 2002年7月 トヨタ・マニュファクチャリングUK株式会社会長（2003年7月まで）、トヨタ・マニュファクチャリング・トルコ株式会社会長に就任[2]
  - 2002年10月 トヨタ・モーター・インダストリー・ポーランド株式会社会長に就任[2]
- 2003年6月 トヨタ自動車株式会社取締役（専務待遇）就任[3]
- 2004年6月 トヨタ自動車株式会社取締役退任[3]。トヨタ紡織株式会社取締役副社長[3]
- 2009年6月 同代表取締役社長[3]
- 2013年12月 フランスよりレジオンドヌール勲章シュヴァリエを受章[4]
- 2015年6月 トヨタ紡織株式会社代表取締役会長
- 2017年11月 旭日重光章を受章[5]
- 2018年3月 公益財団法人東京オリンピック・パラリンピック競技大会組織委員会理事[6]
- 2018年6月 豊田通商株式会社監査役[7]

## 家族
- 祖父 豊田平吉
- 父 豊田英二
- 母 豊田寿子
- 叔父 豊田芳年
- 長兄 豊田幹司郎
- 次兄 豊田鐵郎
- 長男 豊田英仁

## 引用
1. ↑  University of Leeds Prominent alumni - Business and industry
2. 1 2 3 4 5 6 7 8  トヨタ自動車有価証券報告書2003年3月期
3. 1 2 3 4  トヨタ紡織有価証券報告書2013年3月期
4. ↑  “トヨタ紡織の豊田周平社長がレジオン・ドヌール勲章を受章”.  駐日フランス大使館 (2014年12月29日). 2021年6月20日閲覧。
5. ↑  “秋の叙勲発表、多くの産業関係者が受章者に 斎藤元第一生命社長に旭日大綬章”.  SankeiBiz (2017年11月3日). 2019年8月15日時点のオリジナルよりアーカイブ。2023年1月27日閲覧。
6. ↑  【東京五輪】トヨタ紡織の豊田周平会長が理事に 東京五輪組織委員会 ...
7. ↑  役員略歴 監査役 豊田　周平（とよだ　しゅうへい）豊田通商株式会社

## 系譜
- 豊田家系譜